# Wellsburg (Iowa)
Wellsburg es una ciudad ubicada en el condado de Grundy en el estado estadounidense de Iowa. En el Censo de 2010 tenía una población de 707 habitantes y una densidad poblacional de 249,98 personas por km².

## Geografía
Wellsburg se encuentra ubicada en las coordenadas 42°26′2″N 92°55′36″O / 42.43389, -92.92667. Según la Oficina del Censo de los Estados Unidos, Wellsburg tiene una superficie total de 2.83 km², de la cual 2.83 km² corresponden a tierra firme y (0%) 0 km² es agua.

## Demografía
Según el censo de 2010, había 707 personas residiendo en Wellsburg. La densidad de población era de 249,98 hab./km². De los 707 habitantes, Wellsburg estaba compuesto por el 98.44% blancos, el 0% eran afroamericanos, el 0% eran amerindios, el 0.28% eran asiáticos, el 0% eran isleños del Pacífico, el 0.57% eran de otras razas y el 0.71% pertenecían a dos o más razas. Del total de la población el 2.12% eran hispanos o latinos de cualquier raza.